# Hoàng Châu (xã)
Hoàng Châu là một xã của huyện đảo Cát Hải, thành phố Hải Phòng, Việt Nam. Xã là một dải đất ven biển kéo dài nằm ở phía tây nam của đảo Cát Hải và có một phần diện tích bị ngập khi thủy triều lên. Hoàng Châu giap với các xã Nghĩa Lộ và Văn Phong trên đất liền. Xã có diện tích 1,18 km², dân số khoảng 1616 người, mật độ dân số đạt 1369 người/km². Xã được chia thành 4 thôn xóm: xóm Trên, xóm Đình, xóm Giữa, xóm Dưới.